# 弗朗西斯·贝利

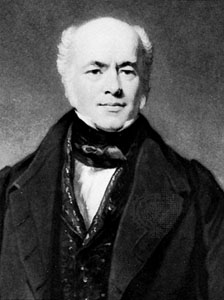
弗朗西斯·贝利

弗朗西斯·贝利（英語：Francis Baily，1774年4月28日—1844年8月30日），英国天文学家，因其对日食贝利珠的观察研究而知名。

## 生平
1774年，弗朗西斯·贝利生于英格兰伯克郡纽伯里。1844年8月30日，贝利逝世于伦敦。
为纪念弗朗西斯·贝利，月球上的一座环形山以他的名字命名。